# Ralekgetho
Ralekgetho is een dorp in het district Southern in Botswana. De plaats telt 430 inwoners (2011).